# Tiger Hifi
Tiger HiFi war eine deutsche Dub-Reggae-Formation aus Berlin, die von 2006 bis 2009 bestand. Die Band interpretierte überwiegend Dub-Versionen anderer Musiker.

## Geschichte
Die Band bestand aus dem Sänger Vido Jelashe, der Sängerin Olivia Christou, dem Gitarristen Peter Barton und dem Produzenten Kraans de Lutin, der schon für den Berliner Reggae-Künstler Martin Jondo tätig war. Vor ihrer Gründung 2006 traten die Musiker als Remixer für Boundzound, Juli und Culcha Candela auf.
Auf ihrem Debütalbum von 2007 (Island Records) greift die Gruppe Lieder wie Madonnas Music, Hash Pipe von Weezer und Fuck Forever von den Babyshambles auf. Die Gruppe absolvierte 2007 eine Tournee als Supporter für den Reggaekünstler Gentleman.
2009 erschien mit Get Your Island On eine Eigenkomposition als Single sowie eine erweiterte Special-Edition ihres Albums.

## Diskografie

### Alben
- 2007: Tiger Hifi (Island Records / Universal Music)
- 2009: Tiger Hifi (Special Edition) (Homeground Records / Groove Attack)

### Singles
- 2007: Music (Island Records / Universal Music)
- 2009: Bloody Sunday (Download-Single, Homeground Records)
- 2009: Get Your Island On (Homeground Records / Groove Attack)